# Konkrete Normenkontrolle
Bei der konkreten Normenkontrolle überprüft ein Gericht im Rahmen eines laufenden Verfahrens die Verfassungsmäßigkeit eines Gesetzes.

## Allgemein
Eine konkrete Normenkontrolle gibt es in fast allen Staaten, in denen es eine Verfassungsgerichtsbarkeit gibt. Fast immer können Gerichte, wenn es in dem Staat eine Verfassungsgerichtsbarkeit gibt, Normen in einem Gerichtsverfahren auf ihre Verfassungsmäßigkeit selbst überprüfen (Einheitsmodell) bzw. von einem besonderen Gericht überprüfen lassen (Trennungsmodell) (→ Einheits- und Trennungsmodell). Ausnahmen sind bzw. waren Luxemburg und (bis 2008) Frankreich, die diese Möglichkeit nicht kennen. In einigen Ländern bestehen verschiedene Einschränkungen, beispielsweise auf die Überprüfung untergesetzlicher Normen (Niederlande), auf Gesetze nur der Kantone, nicht des Bundes (Schweiz), auf lediglich offensichtliche Verfassungsverstöße (Schweden).
Auf der Ebene der Europäischen Union existiert ein ähnliches Verfahren mit dem Vorabentscheidungsverfahren vor dem Gerichtshof der Europäischen Union (Art. 267 AEUV).

## Deutschland
In Deutschland üben das Bundesverfassungsgericht und die Landesverfassungsgerichte die Verfassungsgerichtsbarkeit aus. Die Gerichte der ordentlichen Gerichtsbarkeit und die Fachgerichte legen den Verfassungsgerichten eine Gesetzesnorm bei Zweifeln an deren Verfassungsmäßigkeit vor (die sogenannte Richtervorlage oder kurz Vorlage).
Deutschland folgt somit dem Trennungsmodell, das die Entscheidung über die Verfassungsmäßigkeit und die Verwerfungskompetenz nicht den „einfachen“ Gerichten, sondern besonderen Verfassungsgerichten überlässt.
In der Normenhierarchie der Bundesrepublik Deutschland steht das Grundgesetz ganz oben. Nachrangiges Recht muss gem. Art. 1 Abs. 3 und Art. 20 Abs. 3 Grundgesetz (GG) daher im Einklang mit den Vorgaben des höherrangigen Grundgesetzes stehen. Grundgesetzwidriges Recht ist nach traditioneller Lehre nichtig. Zugleich sind sämtliche Träger öffentlicher Gewalt und damit auch die Gerichte bei der Rechtsanwendung an die Vorgaben des Grundgesetzes gebunden.
Hält ein Gericht ein Gesetz für verfassungswidrig, verstieße es gegen das Grundgesetz, wenn es das Gesetz anwendete. Zugleich aber ist ein Verfassungsverstoß häufig nicht ohne Weiteres festzustellen, sondern im Wege der Auslegung zu ermitteln. Diese Auslegung bietet meist interpretatorische Spielräume und birgt somit Unsicherheiten. Unterschiedliche Gerichte könnten somit zu unterschiedlichen Ergebnissen hinsichtlich der Beurteilung der Verfassungsgemäßheit einer Vorschrift gelangen. In der Folge käme es zu Rechtszersplitterungen und Rechtsunsicherheiten.
Dem soll das Trennungsmodell vorbeugen, das bei der Überzeugung eines Gerichts von der Verfassungswidrigkeit einer Norm die Vorlage an ein besonderes Verfassungsgericht beinhaltet. So werden verbindliche Entscheidungen über die Verfassungsmäßigkeit einer Norm beim Bundesverfassungsgericht konzentriert. Das Bundesverfassungsgericht überprüft die vorgelegte Norm umfassend auf ihre Verfassungsmäßigkeit. Es ist insoweit nicht durch die Auffassung des vorlegenden Gerichts gebunden. Prüfungsmaßstab ist das gesamte Grundgesetz.
Das Bundesverfassungsgericht erklärt entweder das Gesetz gem. §§ 82 Abs. 1, 78, 31 Abs. 2 des Bundesverfassungsgerichtsgesetzes (BVerfGG) ganz oder teilweise für nichtig oder stellt dessen Vereinbarkeit mit dem Grundgesetz fest. Unter besonderen Voraussetzungen kommt auch eine bloße Erklärung der Unvereinbarkeit der Norm mit dem Grundgesetz in Betracht.
Die Anforderungen an eine Vorlage zur konkreten Normenkontrolle sind hoch; das Bundesverfassungsgericht verlangt vom vorlegenden Gericht, dass sehr genau begründet wird, weshalb die Norm
- zum einen entscheidungserheblich ist und sie
- zum anderen vom Gericht für verfassungswidrig gehalten wird.

Abgrenzung zur abstrakten Normenkontrolle
Der Prüfungsumfang und die Rechtswirkungen des konkreten Normenkontrollverfahrens sind identisch mit denen der abstrakten Normenkontrolle.
Die beiden Verfahrensarten unterscheiden sich allerdings hinsichtlich des Kreises der „Antragsteller“ bzw. der Vorlageberechtigten: Die abstrakte Normenkontrolle kann gemäß Art. 94 Abs. 1 Nr. 2 F. 1 GG und §76 BVerfGG von der Bundesregierung, einer Landesregierung oder von einem Viertel der Abgeordneten des Bundestages beim Bundesverfassungsgericht beantragt werden. Die konkrete Normenkontrolle hingegen kann nur von einem Gericht im Sinne des Art. 100 Abs. 1 GG vorgelegt werden.

## Schweiz
Die konkrete Normenkontrolle (auch inzidente Normenkontrolle oder akzessorisches Prüfungsrecht) ist ein Prüfungsrecht der rechtsanwendenden Behörden (Gerichte und Verwaltung), mit dem sie die anzuwendenden Rechtssätze (Verordnungen und Gesetze) auf ihre Rechtmässigkeit überprüfen. 
Gerichte und Verwaltungen wenden die Gesetze der Legislative und Verordnungen der Exekutive in den Verfahren an. Im Verwaltungsverfahren ficht der Beschwerdeführer in der Regel Verfügungen an, die sich auf Rechtssätze stützen. Wenn eine Prozesspartei der Auffassung ist, dass der Rechtssatz, auf den sich die Verfügung stützt, seinerseits rechtswidrig ist, kann sie das Gericht zur Prüfung anweisen. Darin eingeschlossen ist die Prüfung, ob der Akt verfassungsmässig ist. Das akzessorische Prüfungsrecht gilt in jedem Verfahren, nicht nur im Verwaltungsverfahren. Die Überprüfung der Rechtmässigkeit ist nicht die Hauptfrage des Verfahrens, sondern die Vorfrage. Sie wird erst ausgelöst, wenn eine Partei es im Verfahren verlangt oder das Gericht bzw. die Verwaltungsbehörde die Rechtmässigkeit der Norm bezweifelt.
Die Normenkontrolle ist das Herzstück der Verfassungsgerichtsbarkeit. In der Schweiz sind Gerichte nicht nur ermächtigt, sondern verpflichtet, einer verfassungswidrigen Norm die Anwendung zu versagen (diffuses System). Im konzentrierten System existiert dagegen ein gesondertes Verfassungsgericht, das die alleinige Zuständigkeit zur Feststellung der Verfassungswidrigkeit hat. Andere Gerichte können den Verfassungsgerichten (auf Bundes- und Länderebene) fallweise die Frage der Verfassungsmässigkeit einzelner Normen vorlegen, wenn sie von der Verfassungswidrigkeit der Norm überzeugt sind (Art. 100 des Grundgesetzes für die Bundesrepublik Deutschland).
Wird im Rahmen einer Normenkontrolle festgestellt, dass ein Rechtssatz rechtswidrig ist, wird ihm die Anwendung versagt. Es kommt jedoch – wie in diffusen Systemen üblich – nicht zur formellen Aufhebung der Rechtsnorm; aufgehoben wird lediglich der Anwendungsakt (beispielsweise die Verfügung, die sich auf das rechtswidrige Gesetz stützt). Die rechtsanwendenden Behörden sind nun befugt, den Rechtssatz nicht anzuwenden. Wenn das Bundesgericht oder eine andere oberste Instanz die Rechtswidrigkeit feststellt, wirkt das faktisch wie eine Aufhebung. Die formelle Aufhebung obliegt ausschliesslich den Organen der Rechtsetzung, das heisst Regierung und Parlament.
Die konkrete Normenkontrolle hat keine ausdrückliche Rechtsgrundlage, wird aber  aus Art. 5 Abs. 1 BV (Legalitätsprinzip) abgeleitet. Aus dem Stufenbau der Rechtsordnung ergibt sich, dass bei Widerspruch zweier Normen die übergeordnete (lex superior) vorgeht. Die konkrete Normenkontrolle ist kein eigener Rechtsbehelf wie die Verfassungsbeschwerde oder die Beschwerde in öffentlich-rechtlichen Angelegenheiten, sondern kann in jedem Verfahren der Rechtsanwendung (auch verwaltungsintern) erfolgen.

## Österreich
Siehe: Normenkontrolle#Österreich

## Vergleich mit dem US-Supreme-Court
Der US-Supreme-Court kennt im Unterschied zum Bundesverfassungsgericht keine abstrakte Normenkontrolle und keine Verfassungsbeschwerde (nur die konkrete Normenkontrolle). Er ist Verfassungsgericht im funktionalen, nicht aber im organisatorischen Sinn (→Verfassungsgerichtsbarkeit).
Beide Gerichte werden nur tätig, wenn sie angerufen werden. Sie haben kein Initiativrecht.